# ゾゾゾ
ゾゾゾは、日本の男性6人組YouTuberグループ。主にホラーエンターテインメント系の動画を配信しているYouTubeチャンネル。

## 概要
メインパーソナリティ落合陽平を中心にディレクター皆口、スタッフ内田・山本、スペシャルゲスト長尾、応援スタッフたけるというメンバーで活動をしている。心霊スポット・恐怖ゾーン・曰く付き廃墟といったスポットをレポートして、食べログのようなホラーポータルサイトを作るという目標を掲げたホラーエンタテイメント番組で、全国各地の心霊スポット探索をしている。探索後には落合独自によるゾゾゾポイントの評価があり、恐怖度を5段階で評価。ゾが1ポイント、ソが0.5ポイントとして評価している。所属するメンバーは皆専業YouTuberなどではなく、社会人として生計を立てており、既存のYouTuberグループと比べると投稿頻度は数ヶ月に1動画と少なめだが、それでも動画公開の度に話題になり再生回数もメインチャンネルの全動画が100万再生以上を超えるなど、界隈ではカルト的人気を誇る。
2018年6月から2019年5月までをファーストシーズン、2020年1月から2021年7月までをセカンドシーズンとしており、各24回である。ただし、ファーストシーズン第10回「ダイアナ研究所」ほか、いくつかの動画は現在非公開になっている。
サブチャンネルも開設しており、「家賃の安い部屋」では、長尾がメインパーソナリティとして視聴者から寄せられた心霊写真・映像などを皆口との雑談を交えながら紹介する。
「ゾゾゾの裏面」では、メインチャンネルの撮影後オフトークや本編に付随する短編や長編の動画を公開している。
皆口は「ほんとにあった! 呪いのビデオ」の演出寺内康太郎とフェイクドキュメンタリー番組「Q」を手掛けている。

YouTubeでの活動のほか、2019年10月、2021年8月にはヴィレッジヴァンガードとコラボレーション企画を展開。映画「真・鮫島事件」や他配信サイトのホラー作品の出演など多方面のメディアでの活動も行っている。
ほかの心霊系YouTuberとはファーストシーズンにチキンボールチャンネルがホテル活魚に行った際に皆口が電話で出演、部活ONE!オカルト部の姫ヶ淵編と山梨県天神トンネル編に長尾がゲスト出演。セカンドシーズンではお笑い芸人デニスが主催するイベントに落合がゲスト出演等のコラボレーション企画の展開がある。
主に、全国の心霊スポット・曰くつきの廃墟を巡るのが主軸ではあるが、よく言う"事故物件"とされる視聴者からの曰く付き空き家・空き物件の散策を行う「気持ち悪い家」シリーズを展開。
2024年現在、日本の心霊系YouTubeチャンネルとしては登録者が最も多い。メインチャンネルに投稿している動画は、ティザーを除いた全動画が100万回以上の再生がされている。
チャンネル運営は、落合・皆口が所属するゴウドウガイシャギギギが運営している。

## 来歴

### 2018 - 2019 (ファーストシーズン)
- 2018年　皆口大地がYouTubeチャンネルの開設を上司である落合陽平に提案し、動画投稿が始まる。
- 2018年6月2日 "ゾゾゾ"メインチャンネル開設。ファーストシーズン配信開始。
- 皆口の知人の内田雅士(ファーストシーズン第2回から参加）、長尾将三郎（ファーストシーズン第3回から参加)らがチャンネル運営に携わる。
- 2018年11月30日たける初登場。内田の代役で数回出演。
- 2019年2月 "ゾゾゾ"チャンネル登録者10万人達成。
- 2019年3月29日 サブチャンネル"家賃の安い部屋"配信開始。
- 2019年5月31日 ファーストシーズン完結。
- 2019年10月28日 ゾゾゾ×ヴィレッジヴァンガードのコラボレーショングッズが発売。

### 2020 - 2021 (セカンドシーズン)
- 2020年1月1日 セカンドシーズン配信開始。昨年のイベントのスタッフとして携わった山本がゾゾゾスタッフとして参加。
- 2020年2月 "家賃の安い部屋"チャンネル登録者10万人達成。
- 2020年3月29日 エンタメ〜テレホラードラマ「心霊マスターテープ」に出演。
- 2020年7月11日 書籍「読むゾゾゾ」ワニブックスより発売。
- 2020年7月11日 書籍「最恐心霊スポット (~ゾゾゾが体験した禁断の恐怖~)」日本文芸社より発売。
- 2020年7月24日 サブチャンネル"ゾゾゾの裏面"配信開始。
- 2020年9月20日 "ゾゾゾの裏面"にて「捨てられた心霊写真」公開。
- 2020年10月 "ゾゾゾの裏面"チャンネル登録者10万人達成。
- 2020年11月 "ゾゾゾ"チャンネル登録者50万人達成。
- 2020年11月27日 映画「真・鮫島事件」に劇中コラボレーション出演。
- 2020年12月12日 エンタメ〜テレホラードラマ「心霊マスターテープ2～念写～」に出演。
- 2021年7月2日 セカンドシーズン完結。

### 2021 - (スペシャル回・単発配信)
- 2021年2月14日 書籍「家賃の安い部屋 心霊写真BOOK」ワニブックスより発売。
- 2021年6月11日 "ゾゾゾ"チャンネル登録者60万人達成。
- 2021年8月20日 ゾゾゾ×日野日出志×ヴィレッジヴァンガードのコラボレーショングッズが発売。
- 2021年9月10日 家賃の安い部屋×#FR2コラボレーショングッズが発売。
- 2021年10月11日 "ゾゾゾ"チャンネル登録者70万人達成。
- 2021年10月28日 書籍「読むゾゾゾ2」ワニブックスより発売。
- 2021年12月24・25日 ファーストシーズンにて非公開となった「信州観光ホテル」全編が再公開。
- 2022年1月21日 "ゾゾゾの裏面"にて「封印された真実 - 信州観光ホテル最期のドキュメンタリー」公開。
- 2022年7月29日 ファーストシーズン"岳集落"回の未公開シーンを含むディレクターズカット版が公開。
- 2022年8月3日 "ゾゾゾ"チャンネル登録者80万人達成。
- 2022年8月3日 NewsPicks WEEKLY OCHIAI シーズン5「落合同士の『ゾゾゾ』な話」に落合が出演。
- 2022年8月27日 RED° TOKYO TOWERとのコラボレーションイベントを開催。
- 2023年1月24日 コミカライズ「ゾゾゾ変」幻冬舎コミックスより発売。
- 2023年2月4日 ローソン・HMVにてゾゾゾ×マニアニコラボレーショングッズを展開。
- 2023年3月24日 ホラーエンタテイメント番組「ゾゾゾ」がガシャポンオンラインにて登場。
- 2023年5月27日 楳図かずお大美術展 名古屋会場公式アンバサダーに落合が就任。
- 2023年7月23日 "ゾゾゾ"チャンネル登録者90万人達成。
- 2023年10月14日 ゾゾゾPOP UP SHOP～ZOZOZO 5th Anniversary Special Goods～が東京・大阪で開催。
- 2024年8月2日 "ゾゾゾ”チャンネル登録者100万人達成。
- 2024年8月3日 「夏の特別編タイスペシャル」POPUPショップとディレクターズカット版の特別上映会が開催。
- 2025年8月1日 「夏の特別編台湾スペシャル」POPUPショップと特別上映会が開催。

## メンバー
| ニックネーム (本名)                | |
| ---------------------------------- | --- |
| 落合さん (落合陽平)                | 番組のメインパーソナリティ。 誕生日は2月11日。妻子あり。ゾゾゾ運営会社・合同会社『ギギギ』代表取締役。本職はファイナンシャルプランナー、経済評論家、実業家。皆口の上司でもある。 過去にWEB広告や金融業界での業務経験あり。 メインパーソナリティに抜擢された理由は、 皆口いわく「会社で暇そうだったから」。 ホラー系は苦手で、それ故に心霊スポットでの姿を見て"愛すべきポンコツ"として人気だが、 社会人としての一般常識には非常に厳しい一面もあり、 撮影に寝坊で遅刻してきた内田に厳重注意している。 第一回目や各シーズン最終回後に皆口から仕事帰りに石神井公園駅へ呼び出されることがお約束となっている。 ファーストシーズンでは、オープニング時に仕事帰りに待ち伏せされて撮影ロケに連れられることもあった。 本人のやりたいことをやるというコンセプトで、ソロチャンネル 「落合陽平の10万ボルトTV」を開設。 ゾゾゾのメンバーも度々ゲスト出演している。(皆口は声のみ) 2024年3月公演の舞台「MIANEYO」にて、舞台役者デビュー。 愛車はスバル・フォレスター。 |
| 皆口さん・くん (皆口大地)          | ゾゾゾの発起人。ディレクター・カメラ・編集担当。 誕生日は6月7日。本職はWebデザイナーで、合同会社『ギギギ』勤務及びゾゾゾ運営責任者。 生粋のホラーマニアで、ホラー・オカルトものが大好き。その経緯から、共同ホラープロジェクトとして「フェイクドキュメンタリー『Q』」を立ち上げ、映像監督としても活動している。 テレビ東京系列 TXQ FICTION「イシナガキクエを探しています」「飯沼一家に謝罪します」などのプロデューサーを務める。 実証実験の提案・撮れ高への強い執着など、撮影に対する ストイックかつ前のめりな姿勢から取れ高の鬼・ドSと呼ばれる。 ただし、面白さを求める反面常識的な一面から やる気のない落合やふざける内田を本気で怒る場面も。 2020年『首狩り神社』の回で遭遇した現象に対し、「最悪な事態こっちは4人いる」と万が一に備えた発言もしている。 2023年の『気持ち悪い家』の回では、かなりの現場の緊迫した状況から取れ高・面白さより、自分達の身の安全優先の行動を取っている。 第一回目や各シーズン最終回、さらにはファーストシーズンの一部では、仕事終わりの落合を 半ば強引に撮影ロケに連れて行ったり、仕事終わりに石神井公園駅へ呼び出すなどの凶行にも及んでいた。 お酒が好き。 |
| 内田さん/まーくん (内田雅士)       | スタッフ(演出補)。ファーストシーズン第2回から登場。 誕生日は長尾と同じ2月20日。皆口の高校の同級生。 本職は、飲食店勤務。（一部ネットではコンサルタントと書かれているが、その情報は誤りである。) 霊感体質で、番組内ではよく頭痛や物音を感じたり、何かと引きが強いところもある為、 内田が気持ち悪いと指摘した所を重点的に探索することもしばしば。 動画内では、やらかし屋(コメディリリーフ)ポジションとして、いじられ役になることが多く、 撮影に寝坊で遅刻し落合に叱られ、心霊スポットでふざけて皆口に注意され、 自宅を"心霊スポット"と称され、大家に厳重注意されるなど苦労が絶えない。 身の安全を第一に考えており、撮影中・実証実験中に異変や危険を察知すると、 皆口に実験中止を求めたり(セカンドシーズン第15-16回 御礼の家、第23-24回 ロシア村など) 、 危険な場所から連れ出すこともある。（ファーストシーズン第19回ジェイソン村） 「ゾゾゾの裏面」では進行役を主に担当。 稲川淳二の物まねが十八番。大のビール好き。 2020年に結婚。2024年後半頃は諸事情により動画に出演しないことが増えた。                                                                                                  |
| 長尾くん/しょうちゃん (長尾将三郎) | ファーストシーズン第3回から登場。 誕生日は内田と同じ2月20日。 定期的に参加しながら、常にスペシャルゲストと紹介される 永遠のスペシャルゲスト。本職は飲食店勤務。 霊感体質ではないが、訪れた場所に関して適切かつ的を射た考察をする。 見た目がいかつく、落合からは第一印象が「地元のヤンキー」だと言われている。 サブチャンネル「家賃の安い部屋」のメインパーソナリティを 担当し、撮影も長尾の自宅で行われている。 2020年初夏に一般女性とのトラブルにより一時活動を自粛した。 廃墟好き。 |
| 山本さん (本名不明)                | スタッフ(照明)。セカンドシーズン第5回から登場。 誕生日は不明。本職は接客業で、『落合陽平の10万ボルトTV』では、職場からのスーツ姿での退勤姿が映っている。 物や人に対するこだわりや興味のなさから、虚無人間と称される。 2021年頃にYouTubeにゲーム実況系の個人チャンネルを開設した。 童顔な顔つきながら、落合と同年齢。朝シャン派。 『落合陽平の10万ボルトTV』では、ゲーム収録回や本職の仕事帰り時、さらには畑仕事回など多岐に渡って出演しており、準レギュラーと化している。 愛車はスバル・インプレッサ。 |
| たけるくん (本名不明)              | 応援スタッフ。ファーストシーズン第13回から登場。 落合からは「内田より信頼できる」と称される。 |

## 訪れたスポット

### ファーストシーズン
| 配信回     | 動画タイトル | スポット                                                 | 所在地   | 配信日               | 備考                                                                                 |
| ---------- | --- | -------------------------------------------------------- | -------- | -------------------- | ------------------------------------------------------------------------------------ |
| 第1回      | 都心の心霊スポット！石神井公園が不気味すぎてヤバい！ | 石神井公園                                               | 東京都   | 2018年6月2日         | 落合、皆口のみでチャンネルスタート。                                                 |
| 第2回      | インスタ映え心霊写真撮れた!! ガチでビビったので除霊グッズ使ってみた！ | 将門塚、西新井トンネル                                   | 東京都   | 2018年6月25日        | 演出補の内田が初登場。                                                               |
| 第3回      | 最恐の肝試しスポット！畑トンネルで怪現象続出スペシャル！ | 畑トンネル                                               | 埼玉県   | 2018年7月18日        | 長尾初登場。                                                                         |
| 第4回      | 激ヤバスポット！金比羅橋＆新井さん家に突撃ドライブ！ | 金毘羅橋、新井さん家                                     | 埼玉県   | 2018年8月17日        |                                                                                      |
| 第5、6回   | 【前編】SIREN(サイレン)羽生蛇村の岳集落・廃村に潜入スペシャル！史上最大の危機が番組を襲った！ 【後編】出演者失踪！本当にヤバいSIREN(サイレン)羽生蛇村の岳集落・廃村に潜入スペシャル！ | 岳集落                                                   | 埼玉県   | 2018年8月27日、31日  |                                                                                      |
| 第7、8回   | 【前編】ホテル活魚で本当に危ない部屋捜索スペシャル！ 【後編】本当にあったヤバい部屋！ホテル活魚潜入スペシャル！                                                                       | ホテル活魚(油井グランドホテル)                           | 千葉県   | 2018年9月10日、14日  |                                                                                      |
| 第9回      | 最悪の肝試しスポット！呪いのビデオの廃神社スペシャル!! | 武尊神社                                                 | 群馬県   | 2018年9月28日        | 一時非公開になっていたが再公開。                                                     |
| 第10回     | 人体実験現場の心霊スポットに潜入!!徹底解剖スペシャル | ダイアナ研究所                                           | 埼玉県   | 2018年10月           | 現在非公開。                                                                         |
| 第11回     | 【新宿・幽霊ホテル】噂の心霊ホテルは本当に出るのか泊まってみた！ | 新宿・幽霊ホテル                                         | 東京都   | 2018年11月2日        | 初泊りロケ。                                                                         |
| 第12回     | 【閲覧注意】悪臭漂う謎の心霊スポット&怪現象が見れるお化け坂！ | お化け坂、白い家                                         | 群馬県   | 2018年11月16日       | 現在非公開。                                                                         |
| 第13回     | 絶叫！廃ストリップ劇場で肝試し…恐怖の発見物で現場騒然！ | 明野劇場                                                 | 茨城県   | 2018年11月30日       | たける初登場。                                                                       |
| 第14、15回 | 【前編】【後編】浮遊霊の巣窟と化した廃ホテルで心霊写真は撮れるのか？ | ホテル藤原郷                                             | 群馬県   | 2018年12月12日、25日 |                                                                                      |
| 番外編     | 都心の心霊スポット20カ所行脚+1！呪われた内田さん家に突撃リポート！ | 内田さん家                                               | 川口市   | 2019年1月17日        |                                                                                      |
| 第16回     | 都心の最恐心霊スポット20カ所行脚！まとめて大突撃スペシャル！ | 千駄ヶ谷トンネル、東京タワー、雑司ヶ谷霊園ほか都内20ヵ所 | 東京都   | 2019年1月18日        |                                                                                      |
| 番外編     | 都心の心霊スポット20カ所行脚+2！東京タワーの特別編 | 東京タワー                                               | 東京都   | 2022年8月26日        | 3年ぶりのファーストシーズンに位置付けられた回。期間限定公開。                        |
| 第17回     | 謎の心霊スポット薬師堂のマキをカメラに収めろ！決死の撮影で緊急事態勃発！ | 薬師堂のマキ                                             | 埼玉県   | 2019年2月1日         |                                                                                      |
| 第18回     | 呪われた廃病院！旧野木病院で恐怖の実証実験！ | 旧野木病院                                               | 栃木県   | 2019年2月22日        |                                                                                      |
| 第19回     | ジェイソン村スペシャル | ジェイソン村                                             | 神奈川県 | 2019年3月15日        |                                                                                      |
| 第20回     | 幽霊トンネル&ダルマ神社…千葉最恐スポット2本立て大突撃！ | 奥米トンネル、ダルマ神社                                 | 千葉県   | 2019年3月29日        |                                                                                      |
| 第21回     | そろそろ呪われたい！番組の名誉を懸けた落合霊障大作戦！ | 松井田城跡、八幡平の首塚、ほか                           | 群馬県   | 2019年4月12日        |                                                                                      |
| 第22回     | 山の廃別荘ホテル潜入！戦慄の現場に一同騒然…！ | 上高地別荘ホテル                                         | 茨城県   | 2019年5月3日         |                                                                                      |
| 第23、24回 | 【前編】【後編】伝説の心霊スポット！最期の信州観光ホテルスペシャル | 信州観光ホテル                                           | 長野県   | 2019年5月24日、31日  | ファーストシーズン最終回。非公開になっていたが、2021年12月24日、25日に再公開された。 |

### セカンドシーズン
| 配信回     | 動画タイトル | スポット                                                   | 所在地               | 配信日                  | 備考                       |
| ---------- | --- | ---------------------------------------------------------- | -------------------- | ----------------------- | -------------------------- |
| 第1回      | 犬鳴峠スペシャル | 犬鳴ダム、力丸ダム、犬鳴峠                                 | 福岡県               | 2020年1月1日            |                            |
| 第2回      | 本当にヤバイ!!恐怖の牛頸ダム大突撃と笑ったら死ぬ！十三佛で実証実験！                                                                                                | 牛頸ダム、十三佛                                           | 福岡県               | 2020年1月17日           |                            |
| 第3、4回   | 【前編】【後編】ここで何があった？佐賀最恐スポット！イノチャン山荘恐怖の大捜索！                                                                                    | イノチャン山荘                                             | 佐賀県               | 2020年2月7日、14日      |                            |
| 第5回      | 幽霊ペンション＆横向ロッジ！福島2大肝試しスポットスペシャル | 幽霊ペンション、横向ロッジ                                 | 福島県               | 2020年3月6日            | 山本初登場。               |
| 第6、7回   | 【前編】【後編】封印された心霊スポット！赤い部屋・解禁スペシャル | 赤い部屋                                                   | 福島県               | 2020年3月27日、4月3日   |                            |
| 第8回      | 緊急特別企画！怪奇！心霊？珍スポット探検発見3連発スペシャル！ | お化け階段、たばこジュー、荒井注のカラオケボックス(静岡県) | 東京都               | 2020年4月24日           |                            |
| 第9回      | 静岡最恐スポット大突撃！廃ホテルで見つけてはいけないモノを見つけてしまった—。                                                                                       | 下田富士屋ホテル                                           | 静岡県               | 2020年6月26日           |                            |
| 第10回     | テレビ特集中止！禁断の八木山橋！宮城最恐のヤバいスポット2本立てスペシャル                                                                                           | 八木山橋、ホテルニュー鳴子                                 | 宮城県               | 2020年7月10日           |                            |
| 第11、12回 | 【前編】最恐スポットで真夏の肝試し！奇怪な廃小屋も発見！朝鮮トンネルスペシャル！ 【後編】朝鮮トンネルで実証実験！一同恐怖の事態発生！二股隧道の分かれ道は存在した!? | 朝鮮トンネル、エロ本小屋                                   | 岐阜県               | 2020年7月31日、8月7日   |                            |
| 第13回     | 本当にヤバい！最恐スポット首狩神社で最悪の遭遇!?現場騒然の緊急事態発生！                                                                                            | 首狩神社                                                   | 愛知県               | 2020年8月21日           |                            |
| 第14回     | 【行ってはいけない場所】いもんたって知ってる？ | いもんた                                                   | 香川県               | 2020年10月23日          |                            |
| 第15、16回 | 【前編】岡山最恐スポット！キューピーの館＆戦慄のヤバイ家スペシャル 【後編】戦慄の家で恐怖の実証実験！岡山最恐のヤバイ家スペシャル                                   | キューピーの館、御札の家                                   | 岡山県               | 2020年11月27日、12月4日 |                            |
| 番外編     | 関西の心霊スポット20カ所行脚+1！最期の内田さん家大突撃で驚愕の新事実と衝撃の展開！                                                                                  | 内田さん家                                                 | 埼玉県               | 2020年12月17日          |                            |
| 第17回     | 関西の最恐心霊スポット20カ所行脚！京阪神まとめて大突撃スペシャル！                                                                                                  | しおき場、天ヶ瀬ダム、旧笠木観光ホテルほか京阪神20ヵ所     | 京都、大阪府、兵庫県 | 2020年12月18日          |                            |
| 第18回     | 取り残された廃屋の謎を追え！決死の撮影で一同を襲う恐怖の展開と禁断の全貌！                                                                                          | 大阪の廃墟(石澄滝近くの廃墟)                               | 大阪府               | 2021年1月1日            |                            |
| 第19回     | 恐怖！ホテルセリーヌの呪われた妊婦絵を撮る！長野のヤバい心霊スポット大突撃スペシャル                                                                                | 人肉館、ホテルセリーヌ                                     | 長野県               | 2021年3月18日           |                            |
| 第20回     | ある少女と鉄格子の家を巡る恐怖の心霊スポットレポート | ホワイトハウス、ブラックハウス(旧弥彦無線中継所)           | 新潟県               | 2021年3月26日           |                            |
| 第21回     | 恐怖！心霊ミステリー・真夜中の怖いドライブスペシャル！最恐スポットに肝試し＆怖い話大公開！                                                                          | 佐倉城址公園、雄蛇ヶ池、浜宿海岸                           | 千葉県               | 2021年4月23日           |                            |
| 第22回     | 解禁！封印されたホテル皇邸・禁断の心霊スポット大潜入スペシャル | ホテル皇邸                                                 | 高知県               | 2021年6月4日            |                            |
| 第23、24回 | 【前編】【後編】呪われた廃テーマパーク！最期のロシア村スペシャル | ロシア村                                                   | 新潟県               | 2021年6月25日、7月2日   | セカンド・シーズン最終回。 |

### スペシャル回・単発配信
| 配信回           | 動画タイトル                                                                                         | スポット                                                          | 所在地       | 配信日                | 備考 |
| ---------------- | --- | ----------------------------------------------------------------- | ------------ | --------------------- | --- |
| 総集編           | ゾゾゾ特別篇「はじめてのゾゾゾ」                                                                     | 総集編                                                            | 埼玉県、ほか | 2018年10月26日        | ファーストシーズン1-10回までの総集編。 |
| 総集編           | 視聴者人気投票ベスト20+新井さん家 [前編] [後編]                                                      | 総集編                                                            | 埼玉県、ほか | 2019年7月26日、8月2日 | ファーストシーズン全24回の人気投票ランキング。                                                                                                   |
| 特別編+1         | 夏の特別編+1！内田さん家スペシャル                                                                   | 内田さん家                                                        | 埼玉県       | 2019年8月8日          | |
| 特別編           | 夏の特別編！学校の怪談スペシャル                                                                     | 千葉県の廃校                                                      | 千葉県       | 2019年8月9日          | |
| 店内放送         | ゾゾゾ×ヴィレッジヴァンガード「ヴィレヴァンの特別編」                                                | ヴィレッジバンガード下北沢店                                      | 東京都       | 2019年11月8日         | コラボ展開期間中、店舗内で放映。後にYouTubeに3日間限定公開された。                                                                               |
| プレミア公開     | みんなで夜更かし！ゾゾゾ真夏の上映会3時間スペシャル                                                  | 総集編                                                            | 埼玉県、ほか | 2020年8月22日         | プレミア公開。最大同時接続数は47,000人を記録。                                                                                                   |
| スペシャル       | 拾ったら死ぬ…心霊スポットに捨てられた噂の写真を追え！謎の一軒家を巡る恐怖の全記録                    | 一軒家                                                            | 某所         | 2020年9月20日         | プレミア公開。家賃の安い部屋特別編。心霊スポットに落ちていた写真から、とある一家を巡る恐怖の事実に迫る。                                         |
| プレミア公開     | クリスマスだヨ！みんなで夜更かし！ゾゾゾ聖夜の上映会3時間スペシャル                                  | 総集編                                                            | 埼玉県、ほか | 2020年12月24日        | プレミア公開。最大同時接続数は41,000人を記録。非公開となっている「人体実験現場の心霊スポットに潜入!!徹底解剖スペシャル」がサプライズ公開された。 |
| 総集編           | 廃旅館で恐怖のひとりかくれんぼ！視聴者が選んだ！ゾゾゾセカンドシーズン人気投票BEST20大発表スペシャル | 茨城県H旅館                                                       | 茨城県       | 2021年09月24日        | セカンドシーズン全24回の人気投票ランキング。オープニングナレーションに10万ボルトTVの栗田ディレクターが参加。                                     |
| 特別編           | 夏の特別編2021ゾゾゾの怖い夜スペシャル！幽霊屋敷で最恐スポット全国大調査！怪現象勃発の大報告会！     | 幽霊屋敷、座敷わらしさん家(山口県)、山刀伐トンネル(山形県)、ほか  | 埼玉県       | 2021年10月1日         | プレミア公開。最大同時接続数は65,000人を記録。                                                                                                   |
| ドキュメンタリー | 封印された真実- 伝説の心霊スポット信州観光ホテル最期のドキュメンタリー                               | 信州観光ホテル                                                    | 長野県       | 2022年1月21日         | 信州観光ホテル元管理人へのインタビュー動画。これに先立ち、非公開となっていた「信州観光ホテル」スペシャルが再公開された。                         |
| スペシャル       | ゾゾゾスペシャル 危ないアジト！削除覚悟のミステリー廃墟大潜入で実証実験！                            | 玄岳ドライブイン                                                  | 静岡県       | 2022年3月25日         | プレミア公開。最大同時接続数は45,000人を記録。                                                                                                   |
| 再編集           | SIREN(サイレン)羽生蛇村の岳集落・廃村に潜入スペシャル！ 4TH EXPANDED & DIRECTOR'S CUT                | 岳集落                                                            | 埼玉県       | 2022年7月29日         | ファーストシーズン第5-6回「SIREN(サイレン)羽生蛇村の岳集落・廃村に潜入スペシャル！」のディレクターズカット版。未公開シーンを含む。               |
| 特別編           | 夏の特別編！沖縄スペシャル                                                                           | 末吉公園、ジャネー洞、レキオリゾートホテル                        | 沖縄県       | 2022年8月5日          | プレミア公開。最大同時接続数は72,000人を記録。                                                                                                   |
| スペシャル       | ホテル飯盛山荘恐怖の大潜入スペシャル！絶望の展望台！肝試しの巣窟に隠された驚愕の正体とは？           | ホテル飯盛山荘                                                    | 和歌山県     | 2023年2月3日          | プレミア公開。最大同時接続数は51,000人を記録。                                                                                                   |
| スペシャル       | A公園に潜む廃屋に染み付いた怨念の姿を撮らえろ！決死の大突撃スペシャル                                | A公園                                                             | 宮崎県       | 2023年3月31日         | プレミア公開。最大同時接続数は33,000人を記録。                                                                                                   |
| スペシャル       | 気持ち悪い家 - 遺書の家スペシャル                                                                    | 水谷邸                                                            | 関西         | 2023年4月28日         | プレミア公開。最大同時接続数は35,000人を記録。                                                                                                   |
| プレミア公開     | 【一挙配信】5周年だヨ！全員集合！観るゾゾゾ5時間スペシャル                                           | 総集編                                                            | 埼玉県、ほか | 2023年6月2日          | プレミア公開。最大同時接続数は46,000人を記録。                                                                                                   |
| スペシャル       | 曰く付き！怪現象多発で絶叫…怖すぎる廃ラブホテル2連発スペシャル！                                     | ホテルA、ホテルL                                                  | 三重県       | 2023年7月21日         | プレミア公開。最大同時接続数は55,000人を記録。                                                                                                   |
| 特別編           | 夏の特別編！北海道スペシャル                                                                         | パンストホテル、平和の滝、S荘                                     | 北海道       | 2023年8月4日          | プレミア公開。最大同時接続数は62,000人を記録。                                                                                                   |
| スペシャル       | 恐怖の三重心霊スポットツアー！曰く付き廃墟で大肝試しスペシャル                                       | 校舎裏の廃墟、杉屋                                                | 三重県       | 2023年10月27日        | プレミア公開。最大同時接続数は48,000人を記録。                                                                                                   |
| 単発             | 埼玉の真・最恐心霊スポット！びん沼が怖すぎてヤバい！                                                 | びん沼                                                            | 埼玉県       | 2023年12月22日        | |
| スペシャル       | 気持ち悪い家2 - 誰も住めない家スペシャル                                                             | 柴崎邸                                                            | 関東         | 2024年1月26日         | プレミア公開。最大同時接続数は35,000人を記録。                                                                                                   |
| 特別編           | 夏の特別編！タイスペシャル                                                                           | バーン・クンピタック、17ライ倉庫、ラートブーラナの廃墟、ラマ3病院 | タイ王国     | 2024年8月2日          | プレミア公開。初の海外ロケ。最大同時接続数は67,000人を記録。                                                                                     |
| スペシャル       | 警察に封印された心霊スポットホテルトロピカルに禁断の潜入スペシャル！                                 | ホテルトロピカル                                                  | 神奈川県     | 2025年3月21日         | プレミア公開。 |
| スペシャル       | 気持ち悪い家3 - 悪霊の棲む家スペシャル                                                               | S邸                                                               | 東北         | 2025年5月23日         | プレミア公開。 |

### 絶叫遠征！広島心霊スポットシリーズ
| 配信回 | 動画タイトル                                                             | スポット     | 所在地     | 配信日        | 備考                                           |
| ------ | ------------------------------------------------------------------------ | ------------ | ---------- | ------------- | ---------------------------------------------- |
| 第1回  | 変◯体の発見現場を探せ！曰く付き廃墟シャンテ本郷恐怖の肝試し！            | シャンテ本郷 | 三原市     | 2024年7月12日 | プレミア公開。最大同時接続数は42,000人を記録。 |
| 第2回  | ◯人事件があった呪われた客室を捜索！謎多き廃墟ホテルQの噂に迫る！         | ホテルQ      | 安芸高田市 | 2024年7月19日 | プレミア公開。最大同時接続数は41,000人を記録。 |
| 第3回  | 広島最恐心霊スポット！霊安室で戦慄の実証実験！立入禁止の黒瀬病院に潜入！ | 黒瀬病院     | 東広島市   | 2024年7月26日 | プレミア公開。最大同時接続数は42,000人を記録。 |

### 絶叫遠征！青森心霊スポットシリーズ
| 配信回 | 動画タイトル                                                          | スポット   | 所在地   | 配信日        | 備考                                           |
| ------ | --------------------------------------------------------------------- | ---------- | -------- | ------------- | ---------------------------------------------- |
| 第1回  | 青森最恐心霊スポット！野内病院に潜入！存在しない廃病院の謎に迫る！    | 野内病院   | 青森市   | 2025年1月1日  | プレミア公開。最大同時接続数は39,000人を記録。 |
| 第2回  | 呪われたグランドピアノを探せ！恐怖の心霊スポット ねぷた廃温泉に潜入！ | ねぷた温泉 | 北津軽郡 | 2025年1月17日 | プレミア公開。最大同時接続数は32,000人を記録。 |

### 絶叫遠征！千葉心霊スポットシリーズ
| 配信回 | 動画タイトル                                                      | スポット     | 所在地   | 配信日        | 備考           |
| ------ | ----------------------------------------------------------------- | ------------ | -------- | ------------- | -------------- |
| 第1回  | 【閲覧注意】妄想ブルマの廃秘密基地                                | ホテルツリー | 長生郡   | 2025年7月25日 | プレミア公開。 |
| 第2回  | ここに何が？謎に包まれた心霊スポット！C廃製材所の戦慄の噂に迫る！ | C廃製材所    | いすみ市 | 2025年8月1日  | プレミア公開。 |

## メディア

### 映画
- 真・鮫島事件

### テレビ
- 心霊マスターテープ（エンタメ～テレ、Amazonプライム・ビデオ、2020年 - ）[15]

- 心霊マスターテープ2 〜念写〜（エンタメ～テレ、Amazonプライム・ビデオ、2020年 - ）[16]

### 書籍
- 読むゾゾゾ（2020年7月21日 ワニブックス） ISBN 978-4847099441-村田らむ著。[17]
- 最恐心霊スポット ～ゾゾゾが体験した禁断の恐怖～（2020年7月21日 日本文芸社）
- 家賃の安い部屋 心霊写真BOOK （2021年2月14日 ワニブックス））[18]
- 読むゾゾゾ2(2021年10月31日 ワニブックス)　ISBN 978-4847071270-村田らむ著。
- ゾゾゾ変(2023年1月24日 幻冬舎コミックス)　ISBN 978-4344851634
- ゾゾゾ COMPLETE BOOK 2018.06-2024.06　(2024年9月27日 ワニブックス)